# Sanmaryńskie monety euro
Monety euro bite przez Republikę San Marino
Mimo że San Marino nie jest członkiem Unii Europejskiej, obowiązującą walutą jest euro. Wcześniej był to lir sanmaryński. Republika bije swoje monety, które awersami odróżniają je od monet innych krajów ze wspólną walutą. Każda z monet zawiera dwanaście unijnych gwiazdek, chociaż nie są symbolem państwowym.
| 1 cent                     | 2 centy                                                               | 5 centów                                     |
| -------------------------- | --------------------------------------------------------------------- | -------------------------------------------- |
|                            |                                                                       |                                              |
| Trzecia wieża (Il Montale) | Statua Wolności, wyrzeźbiona przez Stefano Galletti                   | Pierwsza wieża (La Guaita)                   |
| 10 centów                  | 20 centów                                                             | 50 centów                                    |
|                            |                                                                       |                                              |
| Bazylika świętego Maryna   | św. Marinus, legendarny założyciel państwa na obrazie szkoły Guercino | Trzy wieże: La Guaita, La Cesta i Il Montale |
| 1 €                        | 2 €                                                                   | Brzeg monety 2 €                             |
|                            |                                                                       | łącznie 12 gwiazdek                          |
| Herb San Marino            | Siedziba rządu, Palazzo Pubblico                                      |                                              |